# John & Marsha
John & Marsha är en filippinsk situationskomedi-TV-serie. Den sändes åren 1973–1990. Serien sändes i RPN.

### Fotnoter
1. ↑  ”John & Marsha” (på engelska). IMDB. 1973-1990. http://www.imdb.com/title/tt0439933/. Läst 4 oktober 2014.